# Комната в Риме
«Комната в Риме» (исп. Habitación en Roma) — фильм испанского режиссёра Хулио Медема, снятый в 2010 году. Две женщины обмениваются тайнами о своих жизнях во время пребывания в комнате римского отеля. Фильм является ремейком чилийского фильма «В постели».

## Сюжет
Две девушки, русская и испанка, знакомятся в одном из баров Рима. Они представляются друг другу как Наташа и Альба. Альба предлагает зайти к ней в гости в номер, в одном из отелей. Поддавшись очарованию испанки, Наташа соглашается. Интимное общение переходит в рассказ о жизни друг друга. Альба рассказала, что она бывшая жена богатого араба. Она должна была родить ему дочь, но решила сбежать от него, иначе ей бы пришлось всю жизнь провести в гареме. Теперь она живёт в городе Сан-Себастьян в Испании. Наташа рассказывает, что родом с острова Некрасов, она актриса и приехала в Рим на пробы. У неё есть сестра-близнец Даша, известная теннисистка. У них рано умерла мать, и отец принуждал Наташу к сексу. Откровенные признания девушек сменяются сексом, а после секса продолжаются признания, и истории меняются раз за разом. Ненастоящие имена подруг заставляют усомниться и в правдивости всего ими рассказанного, ведь после этой ночи они никогда больше не встретятся. Но возникшие чувства неожиданно оказываются слишком сильны.

## В ролях
- Елена Анайя — Альба
- Наташа Яровенко — Наташа
- Энрико Ло Версо[англ.] — Макс
- Наджва Нимри — Эдурне

## Производство
Фильм был спродюсирован компанией Morena Films совместно с Alicia Produce, при поддержке телеканалов TVE и Canal+. Практически все съемки происходили на звуковой площадке в Мадриде, Испания. Расположение отеля в фильме - пустая площадь под названием Пьяцетта ди Сан-Симеоне, та самая площадь, которая использовалась в первых и заключительных кадрах фильма.

## Отзывы
| Rotten Tomatoes | Критиканство      |
| --------------- | ----------------- |
| 40% (5 отзывов) | 50/100 (4 отзыва) |

Рецензист Станислав Лукьянов из Cineticle посоветовал зрителю выключить «свой прагматизм» и наслаждаться фильмом.